# Zigmas Zinkevičius
Zigmas Zinkevičius (ur. 4 stycznia 1925 w m. Juodausiai w rejonie wiłkomierskim, zm. 20 lutego 2018 w Wilnie) – litewski filolog, językoznawca, lituanista, profesor, minister edukacji i nauki w latach 1996–1998.

## Życiorys
W latach 1945–1950 studiował lituanistykę na Uniwersytecie Wileńskim. W 1955 uzyskał stopień kandydata nauk filologicznych, a w 1967 stopień doktora nauk. Dwa lata później został profesorem.
Od 1946 był pracownikiem naukowym Uniwersytetu Wileńskiego. W latach 1956–1962 i 1964–1968 pełnił funkcję prodziekana wydziału historyczno-filologicznego. Od 1973 był kierownikiem katedry języka litewskiego wydziału filologicznego Uniwersytetu Wileńskiego, a w latach 1988–1991 kierownikiem katedry filologii bałtyckiej. Od 1995 do 1996 kierował instytutem języka litewskiego.
Od 10 grudnia 1996 do 1 maja 1998 kierował resortem edukacji i nauki jako minister w rządzie Gediminasa Vagnoriusa. Jako polityk związany był z Chrześcijańskimi Demokratami.
Od 1990 był członkiem Litewskiej Akademii Nauk, a od 1991 członkiem Litewskiej Katolickiej Akademii Nauk. Był również członkiem Kungliga Vitterhetsakademien, Norweskiej Akademii Nauk i Literatury oraz Łotewskiej Akademii Nauk.
W pracy naukowej zajmował się m.in. historią języka litewskiego i dialektologią. Jest autorem wielu publikacji naukowych, w tym zawartej w sześciu tomach historii języka litewskiego (1984–1995). Jako pierwszy lingwista zajął się tzw. słowniczkiem Wiaczesława Zinowa, świadectwem języka jaćwieskiego.

## Postawa wobec mniejszości polskiej na Litwie
W 1988 Zigmas Zinkevičius został członkiem organizacji nacjonalistycznej Vilnija, której głównym celem była jak najszybsza lituanizacja Wileńszczyzny. Organizację, której przewodniczył Kazimieras Garšva, określano jako antypolską.
W czasie sprawowania funkcji ministra oświaty i nauki przyczynił się do zintensyfikowania polityki lituanizacji mniejszości polskiej mieszkającej na Litwie. Głosił tezę, że na Litwie nie ma Polaków, tylko „spolonizowani Litwini” lub tzw. tutejsi (lit. čiabuviai). Był także propagatorem teorii tzw. „wiczów”, według której mieszkańcy Wileńszczyzny, mający nazwiska kończące się na „-wicz” i używający dialektu polsko-białoruskiego, to w rzeczywistości etniczni Litwini.
W lutym 2015 był jednym z 60 sygnatariuszy listu otwartego skierowanego m.in. do prezydenta Litwy i członków rządu, w którym żądano wykluczenia Akcji Wyborczej Polaków na Litwie z koalicji rządzącej i pozbawienia posłów tej partii mandatów w Sejmie. Według sygnatariuszy przedstawiciele AWPL w Semie i w Parlamencie Europejskim nieustannie dyskredytowali Litwę przed społecznością międzynarodową, twierdząc, że są prześladowani za mówienie w języku polskim i dyskryminowani, zarzucając Litwie naruszanie prawa międzynarodowego. W sierpniu tegoż roku Zigmas Zinkevičius opublikował list otwarty skierowany do ministra sprawiedliwości Juozasa Bernatonisa, w którym protestował przeciwko planowanej reformie umożliwiającej Polakom na Litwie zapis nazwiska w języku polskim.
Amerykański historyk Theodore R. Weeks określił Zigmasa Zinkevičiusa jako sztandarowego przedstawiciela nurtu w litewskiej historiografii i językoznawstwie, który przedstawia rejon wileński jako wiecznie litewski. Polski badacz Robert Boroch, recenzując pracę Zigmasa Zinkevičiusa poświęconą historii języka litewskiego, zarzucił publikacji brak obiektywizmu oraz mieszanie ideologii z faktami naukowymi. Jego polityka i poglądy wywołały protesty polskiej mniejszości.

## Wyróżnienia
- 1968 – laureat Litewskiej Nagrody Państwowej
- 1991 – doktor honoris causa Uniwersytetu Łotwy
- 1994 – doktor honoris causa Uniwersytetu Witolda Wielkiego
- 1994 – laureat Nagrody im. Herdera